# Тармач
Тармач (арм. Թարմաչ) — хазарский полководец. Упоминается в произведении армянского историка Левонда как командующий вторжением хазар в Закавказье в 730 году. В других источниках данный поход связывается с сыном кагана по имени Барджиль. Возможно, Тармач руководил другой частью армии: он двигался через Дербент, а не Дарьяльское ущелье, как Барджиль. Возможно, эти два персонажа являются одним и тем же лицом. По мнению П. Голдена, «Тармач» это не имя, а название должности. Слово может быть этимологизировано из тюркских языков в значении «толмач». 